# Adejeania spiniventris
Adejeania spiniventris là một loài ruồi trong họ Tachinidae.